# 폴스뷰 카지노

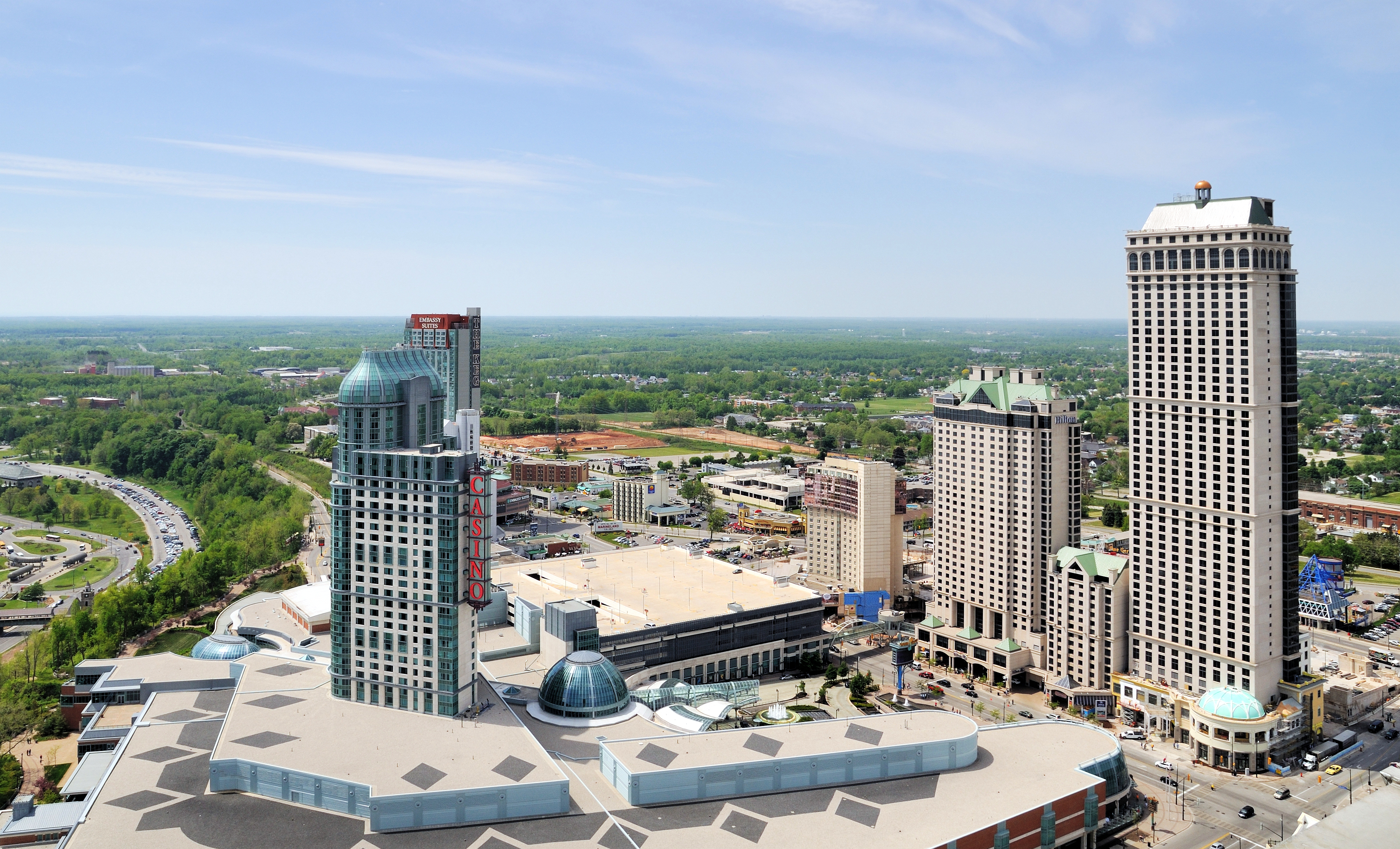
폴스뷰 카지노 전경

폴스뷰 카지노 (The Niagara Fallsview Casino Resort)는 캐나다 온타리오주 나이아가라폴스에 있는 호텔 겸 카지노이다. 자국민도 이용할 수 있으며 나이아가라 폭포 중 말발굽 폭포를 한눈에 볼 수 있는 곳이기도 하다. 정식 명칭은 나이아가라 폴스뷰 카지노 리조트이다. 하나의 회원카드로 카지노 나이아가라와 폴스뷰 카지노를 이용할 수 있다.

## 역사
온타리오 카지노 주식회사는 1996년에 카지노 나이아가라를 열자마자 폴스뷰 카지노 건설 계획을 세웠으며, 2001년에 착공하여 2004년 6월 개장했다.

## 소유 및 경영
폴스뷰 카지노는 온타리오 주의 공기업인 온타리오 복권, 게임 주식회사(Ontario Lottery and Gaming Corporation)에서 소유하고 있으며 폴스 메니지먼트 사(Falls Management Company)에서 경영하고 있다. 수익의 일부는 온타리오 주 정부가 갖는다.

## 개요
폴스뷰 카지노
- 리조트 총면적: 232,000 m²
- 카지노 면적: 19,000 m²
- 게임 테이블: 150개
- 슬롯머신: 3000대
- 콘서트 쇼룸 (Avalon Ballroom): 1500석
- 카지노 허용 연령: 19세 이상
- 호텔 객실: 368개
- 헬스 및 사우나 공간 면적: 1,400 m²
- 식당: 10개
- 예식장: 1개
- 나이트클럽: 1개
- 갤러리아 쇼핑센터
- 주차공간: 3,000대
- 주차비: $10 (주말 $30) 회원카드(Players Advantage Card)를 소지하고 카지노 및 호텔 등을 이용하면 무료

고급 숙박 시설, 다양한 바와 라운지, 많은 상점과 레스토랑이 있다. 그리고 폴스뷰 카지노 의 주요 장점은 캐나다에서 세계적으로 유명한 나이아가라 폭포의 매혹적인 전망이다.

## 같이 보기
- 카지노 나이아가라